# Isla de Mar
Die Isla de Mar (deutsch: Insel im Meer) bildet zusammen mit der Isla de Tierra und der Insel Peñón de Alhucemas den Archipel der Alhucemas-Inseln.

## Geographie
Isla de Mar ist felsig, flach und unbewohnt. Die Insel liegt etwa 120 Meter nordöstlich der Isla de Tierra und rund 500 Meter vor der Küste Marokkos. Der Strand bei Sfiha ist ein beliebter Anziehungspunkt für die marokkanische Bevölkerung. Der höchste Punkt der Insel liegt etwa 4 Meter über dem Meeresspiegel.

## Geschichte
Die Insel wurde im 16. Jahrhundert mit anderen Inseln vor der Nordküste Marokkos an das Königreich Spanien abgetreten und gehört heute zu den direkt der Zentralregierung in Madrid unterstehenden Plazas de Soberanía.